# 一齿小米草
一齿小米草（学名：Euphrasia exilis）为玄参科小米草属的植物。分布于台湾岛等地，属中国原产的植物（非从国外引种）。